# 149
149 (CXLIX) var ett normalår som började en tisdag i den julianska kalendern.

## Händelser

### Okänt datum
- Detta är det sista året i den östkinesiska Handynastins Jianhe-era.

## Avlidna
- Aeulius Nikon, grekisk arkitekt (död detta eller föregående år)